# Antonio Vivaldi (brydżysta)
Antonio Vittorio Vivaldi (ur. 1 stycznia 1942 w San Remo) – włoski brydżysta, World Life Master w kategorii Open (WBF), European Master (EBL).
Jego stałą partnerką brydżową jest Enza Rossano.

## Wyniki brydżowe

### Olimpiady
Na olimpiadach uzyskał następujące rezultaty:
| Olimpiady brydżowe. Zawody teamów | Olimpiady brydżowe. Zawody teamów | Olimpiady brydżowe. Zawody teamów | Olimpiady brydżowe. Zawody teamów | Olimpiady brydżowe. Zawody teamów | Olimpiady brydżowe. Zawody teamów |
| Rok                               | Miejsce                           | Zawody                            | Kategoria                         | Drużyna                           | Pozycja                           |
| --------------------------------- | --------------------------------- | --------------------------------- | --------------------------------- | --------------------------------- | --------------------------------- |
| 1984                              | Seattle                           | 7. Olimpiada Teamów               | Open                              | Italy                             | 5                                 |
| 1980                              | Valkenburg                        | 6. Olimpiada Teamów               | Open                              | Italy                             | 11                                |
| 1976                              | Monte Carlo                       | 5. Olimpiada Teamów               | Open                              | Italy                             | 2                                 |

### Zawody światowe
W światowych zawodach zdobył następujące lokaty:
| Mistrzostwa Świata. Konkurencja teamów | Mistrzostwa Świata. Konkurencja teamów | Mistrzostwa Świata. Konkurencja teamów                | Mistrzostwa Świata. Konkurencja teamów | Mistrzostwa Świata. Konkurencja teamów | Mistrzostwa Świata. Konkurencja teamów |
| Rok                                    | Miejsce                                | Zawody                                                | Kategoria                              | Drużyna                                | Pozycja                                |
| -------------------------------------- | -------------------------------------- | ----------------------------------------------------- | -------------------------------------- | -------------------------------------- | -------------------------------------- |
| 2011                                   | Veldhoven                              | 40. Mistrzostwa Świata Teamów                         | Seniorzy                               | Italy                                  | 12                                     |
| 2010                                   | Filadelfia                             | 13. Seria Mistrzostw Świata                           | Open                                   | Italia Mista                           | 97                                     |
| 2006                                   | Werona                                 | 12. Mistrzostwa Świata                                | Seniorzy                               | Savelli                                | 20                                     |
| 2005                                   | Estoril                                | 37. Mistrzostwa Świata Teamów                         | Trans                                  | Savelli                                | 103                                    |
| 2004                                   | Stambuł                                | 3. Transnarodowe Mistrzostwa Świata Teamów Mikstowych | Miksty                                 | Terenzi                                | 14                                     |
| 2003                                   | Monte Carlo                            | 36. Mistrzostwa Świata Teamów                         | Trans                                  | Fornaciari                             | 33                                     |
| 2003                                   | Monte Carlo                            | 36. Mistrzostwa Świata Teamów                         | Seniorzy                               | Italy                                  | 6                                      |
| 2002                                   | Montreal                               | 11. Mistrzostwa Świata                                | Seniorzy                               | Italy                                  | 6                                      |
| 2000                                   | Maastricht                             | 11. Olimpiada Brydżowa                                | Miksty                                 | Fornaciari                             | 29                                     |
| 1998                                   | Lille                                  | 10. Mistrzostwa Świata                                | Open                                   | Fornaciari                             | 81                                     |
| 1997                                   | Hammamet                               | 33. Mistrzostwa Świata Teamów                         | Trans                                  | Cervi                                  | 13                                     |
| 1996                                   | Rodos                                  | 1. Mistrzostwa Świata Teamów Mikstowych               | Miksty                                 | Cervi                                  | 13                                     |
| 1982                                   | Biarritz                               | 6. Mistrzostwa Świata                                 | Open                                   | Torlontano                             | 18                                     |
| 1976                                   | Monte Carlo                            | 22. Mistrzostwa Świata Teamów                         | Open                                   | Italy                                  | 2                                      |

| Mistrzostwa Świata. Konkurencja par | Mistrzostwa Świata. Konkurencja par | Mistrzostwa Świata. Konkurencja par | Mistrzostwa Świata. Konkurencja par | Mistrzostwa Świata. Konkurencja par | Mistrzostwa Świata. Konkurencja par |
| Rok                                 | Miejsce                             | Zawody                              | Kategoria                           | Partner                             | Pozycja                             |
| ----------------------------------- | ----------------------------------- | ----------------------------------- | ----------------------------------- | ----------------------------------- | ----------------------------------- |
| 2010                                | Filadelfia                          | 13. Mistrzostwa Świata              | Miksty                              | Enza Rossano                        | 275                                 |
| 2006                                | Werona                              | 12. Mistrzostwa Świata              | Seniorzy                            | Lorenzo Savelli                     | 55                                  |
| 2002                                | Montreal                            | 11. Mistrzostwa Świata              | Miksty                              | Enza Rossano                        | 36                                  |
| 1998                                | Lille                               | 10. Mistrzostwa Świata              | Miksty                              | Enza Rossano                        | 1                                   |

### Zawody europejskie
W europejskich zawodach zdobył następujące lokaty:
| Zawody europejskie. Konkurencja teamów | Zawody europejskie. Konkurencja teamów | Zawody europejskie. Konkurencja teamów | Zawody europejskie. Konkurencja teamów | Zawody europejskie. Konkurencja teamów | Zawody europejskie. Konkurencja teamów |
| Rok                                    | Miejsce                                | Zawody                                 | Kategoria                              | Drużyna                                | Pozycja                                |
| -------------------------------------- | -------------------------------------- | -------------------------------------- | -------------------------------------- | -------------------------------------- | -------------------------------------- |
| 2012                                   | Dublin                                 | 51. Mistrzostwa Europy Teamów          | Seniorzy                               | Italy                                  | 9                                      |
| 2009                                   | San Remo                               | 4. Otwarte Mistrzostwa Europy          | Open                                   | Savelli                                | 65                                     |
| 2006                                   | Rzym                                   | 5. Puchar Europy                       | Open                                   | Bcat - Italy                           | 3                                      |
| 2005                                   | Teneryfa                               | 2. Otwarte Mistrzostwa Europy          | Miksty                                 | Canesi                                 | 54                                     |
| 2003                                   | Mentona                                | 1. Otwarte Mistrzostwa Europy          | Miksty                                 | Fornaciari                             | 54                                     |
| 2003                                   | Mentona                                | 1. Otwarte Mistrzostwa Europy          | Seniorzy                               | Fornaciari                             | 2                                      |
| 2002                                   | Salsomaggiore                          | 46. Mistrzostwa Europy Teamów          | Seniorzy                               | Italy                                  | 9                                      |
| 2002                                   | Ostenda                                | 7. Mistrzostwa Europy Mikstów          | Miksty                                 | Fornaciari                             | 8                                      |
| 2000                                   | Bellaria                               | 6. Mistrzostwa Europy Mikstów          | Miksty                                 | Fornaciari                             | 40                                     |
| 1998                                   | Akwizgran                              | 5. Mistrzostwa Europy Mikstów          | Miksty                                 | Paoluzi                                | 20                                     |
| 1992                                   | Ostenda                                | 2. Mistrzostwa Europy Mikstów          | Miksty                                 | Burgay                                 | 37                                     |
| 1985                                   | Salsomaggiore                          | 37. Mistrzostwa Europy Teamów          | Open                                   | Italy                                  | 10                                     |
| 1977                                   | Elsinore                               | 33. Mistrzostwa Europy Teamów          | Open                                   | Italy                                  | 2                                      |
| 1973                                   | Ostenda                                | 30. Mistrzostwa Europy Teamów          | Open                                   | Italy                                  | 1                                      |

| Zawody europejskie. Konkurencja par | Zawody europejskie. Konkurencja par | Zawody europejskie. Konkurencja par | Zawody europejskie. Konkurencja par | Zawody europejskie. Konkurencja par | Zawody europejskie. Konkurencja par |
| Rok                                 | Miejsce                             | Zawody                              | Kategoria                           | Partner                             | Pozycja                             |
| ----------------------------------- | ----------------------------------- | ----------------------------------- | ----------------------------------- | ----------------------------------- | ----------------------------------- |
| 2009                                | San Remo                            | 4. Otwarte Mistrzostwa Europy       | Seniorzy                            | Lorenzo Savelli                     | 53                                  |
| 2009                                | San Remo                            | 4. Otwarte Mistrzostwa Europy       | Miksty                              | Enza Rossano                        | 82                                  |
| 2005                                | Teneryfa                            | 2. Otwarte Mistrzostwa Europy       | Mikst                               | Enza Rossano                        | 212                                 |
| 2003                                | Mentona                             | 1. Otwarte Mistrzostwa Europy       | Seniorzy                            | Ezio Fornaciari                     | 23                                  |
| 2002                                | Ostenda                             | 7. Mistrzostwa Europy Mikstów       | Mikst                               | Enza Rossano                        | 132                                 |
| 2001                                | Sorrento                            | 11. Mistrzostwa Europy Par          | Seniorzy                            | Ezio Fornaciari                     | 16                                  |
| 2000                                | Bellaria                            | 6. Mistrzostwa Europy Mikstów       | Mikst                               | Enza Rossano                        | 22                                  |
| 1999                                | Warszawa                            | 10. Mistrzostwa Europy Par          | Open                                | Enza Rossano                        | 8                                   |
| 1998                                | Akwizgran                           | 5. Mistrzostwa Europy Mikstów       | Mikst                               | Enza Rossano                        | 8                                   |
| 1997                                | Haga                                | 9. Mistrzostwa Europy Par           | Open                                | Enza Rossano                        | 208                                 |
| 1996                                | Monte Carlo                         | 4. Mistrzostwa Europy Mikstów       | Mikst                               | Enza Rossano                        | 126                                 |
| 1995                                | Rzym                                | 8. Mistrzostwa Europy Par           | Open                                | Enza Rossano                        | 85                                  |
| 1994                                | Barcelona                           | 3. Mistrzostwa Europy Mikstów       | Miksty                              | Enza Rossano                        | 166                                 |
| 1992                                | Ostenda                             | 2. Mistrzostwa Europy Mikstów       | Mikst                               | Enza Rossano                        | 34                                  |
| 1990                                | Bordeaux                            | 1. Mistrzostwa Europy Mikstów       | Mikst                               | Enza Rossano                        | 213                                 |
| 1987                                | Paryż                               | 4. Mistrzostwa Europy Par           | Open                                | Guido Ferraro                       | 35                                  |

## Klasyfikacja
- Antonio Vivaldi – klasyfikacja WBF (ang.)
- Antonio Vivaldi – klasyfikacja EBL (ang.)